# Het zijn net mensen (Vlaams televisieprogramma)
Het zijn net mensen is een Vlaams natuurquiz-televisieprogramma dat in het seizoen 2015–2016 uitgezonden werd door VIER. De presentatie van het programma was in handen van Gert Verhulst en dierenexpert Joeri Cortens. De twee werden bijgestaan door vaste teamleiders Karen Damen en Marc-Marie Huijbregts.
Het programma is gebaseerd op het gelijknamige programma uit Nederland.

## Format
In het programma nemen twee teams bestaande uit twee bekende Vlamingen het tegen elkaar op in de natuurquiz die bestaat uit verschillende vragenronden. Elk team bestaat uit een vaste teamleider: Karen Damen of Marc-Marie Huijbregts. Naast hen is elke afleveringen een andere bekende gast te zien.

## Seizoenen

### Seizoen 1 (2015)
| Afl. | Uitzending    | Gasten                                 | Kijkcijfers (live) |
| ---- | ------------- | -------------------------------------- | ------------------ |
| 1    | 7 maart 2015  | Erik Van Looy, Élodie Ouédraogo        | 310.488            |
| 2    | 14 maart 2015 | Evy Gruyaert, Jani Kazaltzis           | 422.545            |
| 3    | 21 maart 2015 | Jacky Lafon, Otto-Jan Ham              | 484.918            |
| 4    | 4 april 2015  | Bart Kaëll, Luc Appermont              | 367.000            |
| 5    | 11 april 2015 | Bartel Van Riet, Els Pynoo             | 421.466            |
| 6    | 18 april 2015 | Frans Bauer, Maaike Cafmeyer           | 339.113            |
| 7    | 25 april 2015 | Bart Peeters, Jelle Cleymans           | Onbekend           |
| 8    | 2 mei 2015    | Adil El Arbi, Ruth Beeckmans           | 347.392            |
| 9    | 9 mei 2015    | Herman Brusselmans, Annelien Coorevits | 392.242            |
| 10   | 16 mei 2015   | Regi Penxten, Ben Weyts                | 331.841            |

Het eerste seizoen haalde een gemiddelde van 390.244 kijkers en 20,8 procent op de doelgroep VVA 18-54.

### Seizoen 2 (2016)
| Afl. | Uitzending       | Gasten                             | Kijkcijfers (live) |
| ---- | ---------------- | ---------------------------------- | ------------------ |
| 1    | 6 februari 2016  | Tom Waes, Margriet Hermans         | Onbekend           |
| 2    | 13 februari 2016 | Showbizz Bart, Urbanus             | 363.000            |
| 3    | 20 februari 2016 | Jandino Asporaat, Philippe Geubels | Onbekend           |
| 4    | 27 februari 2016 | Koen Crucke, Marleen Merckx        | Onbekend           |
| 5    | 5 maart 2016     | Sabine Hagedoren, Steven Goegebeur | Onbekend           |
| 6    | 12 maart 2016    | Filip Peeters, Laura Lynn          | Onbekend           |
| 7    | 19 maart 2016    | Luc Haekens, Cath Luyten           | Onbekend           |
| 8    | 26 maart 2016    | Sven De Leijer, Nicole en Hugo     | Onbekend           |
| 9    | 2 april 2016     | Jacques Vermeire, Eline De Munck   | Onbekend           |
| 10   | 9 april 2016     | Compilatieaflevering               | Onbekend           |

Het tweede seizoen haalde een gemiddelde van 343.510 kijkers en 17,5 procent op de doelgroep VVA 18-54.